# The Ed Hunter Tour
The Ed Hunter Tour è stato un tour della band heavy metal Iron Maiden, in presentazione del loro album Ed Hunter, uscito nel 1999.

## Notizie generali
Poco tempo dopo il vociferato annuncio che Bruce Dickinson e Adrian Smith sarebbero rientrati nella band, i Maiden diventarono 6 e lanciarono un tour insolitamente breve per presentare il loro album e videogioco Ed Hunter. Questa fu inoltre un'occasione per ripresentare la formazione "classica" ai fan delusi dall'era Bayley.
Adrian Smith dovette saltare alcune tappe per il triste avvenimento della morte di suo padre, e la band cancellò dal palinsesto Stranger in a Strange Land perché Janick non aveva avuto il tempo di imparare l'assolo che avrebbe dovuto eseguire Adrian. Anche dopo il ritorno di Adrian, comunque, i Maiden decisero di non reintrodurre la canzone, per facilitare lo scorrimento dello spettacolo. Per di più, alcuni spettacoli sulla West Coast dovettero essere cancellati a causa di un incidente avvenuto durante la tappa di Los Angeles, in cui Dave Murray si ruppe un dito.
Nonostante questi incidenti, la band si mostrò in piena forma e le tre chitarre produssero qualche interessante giochetto musicale durante i concerti. Il ritorno di Bruce e Adrian sembrava aver galvanizzato il gruppo, e l'Ed Hunter Tour suscitò molto più entusiasmo da parte dei media e dei fan di quanto non avessero mai fatto i tour precedenti. Bruce promise inoltre che l'album successivo avrebbe aperto la strada al definitivo ritorno dell'heavy metal sulla scena musicale.

## Gruppi di supporto
I gruppi di supporto di questo tour furono: Monster Magnet, System of a Down e Voivod per il Nord America, e i Megadeth per l'Europa.

## Date e tappe
| Data              | Città                  | Stato       | Luogo                                |
| ----------------- | ---------------------- | ----------- | ------------------------------------ |
| Nord America      |                        |             |                                      |
| 11 luglio 1999    | Saint John             | Canada      | Harbour Station                      |
| 13 luglio 1999    | Montréal               | Canada      | Molson Amphitheatre                  |
| 14 luglio 1999    | Québec                 | Canada      | L'Agora                              |
| 16 luglio 1999    | New York               | Stati Uniti | Hammerstein Ballroom                 |
| 17 luglio 1999    | New York               | Stati Uniti | Hammerstein Ballroom                 |
| 18 luglio 1999    | Boston (Massachusetts) | Stati Uniti | Teatro Orpheum                       |
| 20 luglio 1999    | Toronto                | Canada      | Massey Hall                          |
| 21 luglio 1999    | Cleveland (Ohio)       | Stati Uniti | Plain Dealer Pavilion                |
| 23 luglio 1999    | Milwaukee (Wisconsin)  | Stati Uniti | Eagles Ballroom                      |
| 24 luglio 1999    | Detroit (Michigan)     | Stati Uniti | Pine Knob Amphitheatre               |
| 25 luglio 1999    | Chicago (Illinois)     | Stati Uniti | Aragon Ballroom                      |
| 27 luglio 1999    | Denver (Colorado)      | Stati Uniti | Fiddler's Green                      |
| 30 luglio 1999    | Los Angeles            | Stati Uniti | Greek Theater                        |
| 31 luglio 1999    | San Jose (California)  | Stati Uniti | Arena Theater (Cancellata)           |
| 2 agosto 1999     | Las Vegas (Nevada)     | Stati Uniti | The Joint (Cancellata)               |
| 3 agosto 1999     | Phoenix                | Stati Uniti | Costa Mesa Amphitheatre (Cancellata) |
| 5 agosto 1999     | El Paso (Texas)        | Stati Uniti | El Paso County Coliseum              |
| 7 agosto 1999     | San Antonio (Texas)    | Stati Uniti | Sunken Gardens Amphitheatre          |
| 8 agosto 1999     | Dallas (Texas)         | Stati Uniti | Bronco Bowl                          |
| Europa            |                        |             |                                      |
| 9 settembre 1999  | Parigi                 | Francia     | Palais Omnisports de Paris-Bercy     |
| 10 settembre 1999 | Rotterdam              | Paesi Bassi | Ahoy' Rotterdam                      |
| 12 settembre 1999 | Amburgo                | Germania    | Sporthalle                           |
| 13 settembre 1999 | Danzica                | Polonia     | Hala Olivia                          |
| 15 settembre 1999 | Helsinki               | Finlandia   | Icehall                              |
| 17 settembre 1999 | Stoccolma              | Svezia      | Stockholm Globe Arena                |
| 18 settembre 1999 | Göteborg               | Svezia      | Scandinavium                         |
| 20 settembre 1999 | Essen                  | Germania    | Grugahalle                           |
| 21 settembre 1999 | Stoccarda              | Germania    | Schleyerhalle                        |
| 23 settembre 1999 | Milano                 | Italia      | Mediolanum Forum                     |
| 25 settembre 1999 | Barcellona             | Spagna      | Palau Olympic                        |
| 26 settembre 1999 | Madrid                 | Spagna      | Plaza de toros                       |
| 1º ottobre 1999   | Atene                  | Grecia      | Peristeri Stadium                    |

## Tracce
1. Intro: Transylvania/Churchill's Speech
2. Aces High
3. Wrathchild
4. The Trooper
5. 2 Minutes To Midnight
6. The Clansman
7. Wasted Years
8. Killers
9. Futureal
10. Man On The Edge
11. Powerslave
12. Phantom Of The Opera
13. The Evil That Men Do
14. Fear Of The Dark
15. Iron Maiden
16. The Number Of The Beast
17. Hallowed Be Thy Name
18. Run To The Hills

Tracce eseguite solo in poche tappe:
1. Stranger In A Strange Land
2. Afraid To Shoot Strangers